# Vampiros en el cine

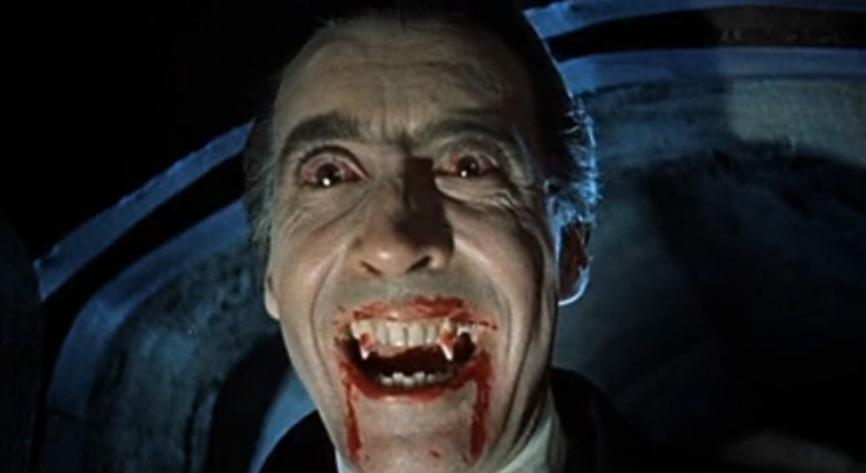
Christopher Lee interptetando al Conde Drácula en la versión de 1958.

La presencia de los vampiros en el cine puede remontarse a los primeros años del género cinematográfico, desde la época del cine mudo, y ha evolucionado de tal forma que la perspectiva popular de los vampiros se basa sobre todo en las sucesivas descripciones cinematográficas. Las adaptaciones más populares y frecuentes han sido las del personaje de Drácula de Bram Stoker y las de Carmilla de Sheridan Le Fanu. En el año 2005 Drácula se convirtió en el personaje de ficción con más adaptaciones y apariciones en el cine, seguido por Sherlock Holmes.[cita requerida]

## Historia

### Las primeras películas
El vampirismo ha sido utilizado profusamente en el cine de terror, llegando a convertirse en uno de los temas recurrentes de numerosos directores, e incluso algunos de los más galardonados han realizado incursiones ocasionales en el género.
Ya en 1896, en los primeros días del cine, el famoso director George Méliès, inventor de casi todos los trucos y efectos cinematográficos del período, realizó una historia de vampiros, estrenada con el nombre de La Manoir du Diable (La mansión del diablo). Esta película antecede a la publicación de Drácula.
En The Vampire (1913), dirigida por Robert G. Vignola, aparecieron varias seductoras vampiras. La película de Vignola derivaba de un poema titulado "The Vampire" (1897) de Rudyard Kipling, quien a su vez se había inspirado en un cuadro de una vampira de Philip Burne-Jones (también expuesto ese mismo año). Los versos del poema de Kipling: A fool there was...  (Érase un tonto…) fueron utilizados como título de la película A Fool There Was (1915), con la actriz Theda Bara en el papel de la vampira. El poema también fue utilizado en la publicidad de la película. Sin embargo, en estas primeras películas la vampira tenía muy poco de sobrenatural, siendo simplemente una mujer fatal que llevaba a un hombre a su perdición.
La primera adaptación sobre el aristócrata inmortal fue sin duda el largometraje húngaro Drakula halála (Károly Lajthay, 1921), a pesar de que hoy en día esté verdadera y lamentablemente perdido, pero se conservan un par de fotografías donde se observan los rasgos genuinamente sobrenaturales del vampiro, con el cabello peinado hacia atrás y la orejas puntiagudas buscando dar al rostro una apariencia de cabeza de murciélago, estética que luego copiaría el actor Béla Lugosi con su cabello engrasado, brillante y también peinado hacia atrás en el famoso filme Drácula del año 1931.
Luego llegó Nosferatu: Eine Simphonie des Grauens (1922), dirigida por Friedrich Wilhelm Murnau. Fue una versión no autorizada del libro de Stoker .En ella se muestra al Conde Orlok, un terrorífico vampiro inhumano de cabeza calva y porte nada aristocrático, que siembra la muerte a su paso y lleva la peste a la ciudad de Bremen. Sin embargo, a pesar de sus diferencias para no pagar derechos de autor, en realidad era una versión tan parecida de la novela Drácula de Bram Stoker, que la viuda del escritor irlandés interpuso una demanda y la ganó. Los tribunales ordenaron la destrucción de todas las copias existentes de la película, sin embargo sobrevivieron al menos 5 copias con las que se reconstruyó una versión en 1994. El actor que encarnó al Conde Orlok fue Max Schreck (1879-1936), un reconocido actor de teatro de la época.
La primera película estadounidense que aborda el tema del vampirismo fue The Bat (1926), una adaptación de una obra de teatro, dirigida por Roland West. El argumento gira en torno a una siniestra mansión donde un monstruoso murciélago comete una serie de asesinatos.
London after Midnight (1927), protagonizada por el actor Lon Chaney. Todas las copias de esta película han desaparecido y solo se conservan algunos fotogramas. En 1931 Tod Browning eligiendo a Bela Lugosi para su debut en este importante papel, hace la primera versión sonora de Drácula, posteriormente en 1935 Tod Browning realizará una nueva versión protagonizada también por Béla Lugosi, con el título Mark of the Vampire (La marca del vampiro). El protagonista es el inspector Burke, que investiga una mansión embrujada y se disfraza de vampiro para salvar a una muchacha amenazada por sus ambiciosos parientes.
En 1931 el director alemán Fritz Lang produjo su primera película sonora, M, posteriormente subtitulada como “el vampiro de Dusseldorf”, que realmente no es una película de vampiros pues gira en torno a los homicidios cometidos por el asesino en serie Peter Kürten y el revuelo que causa en la sociedad.

### Bela Lugosi: los vampiros de la Universal Studios

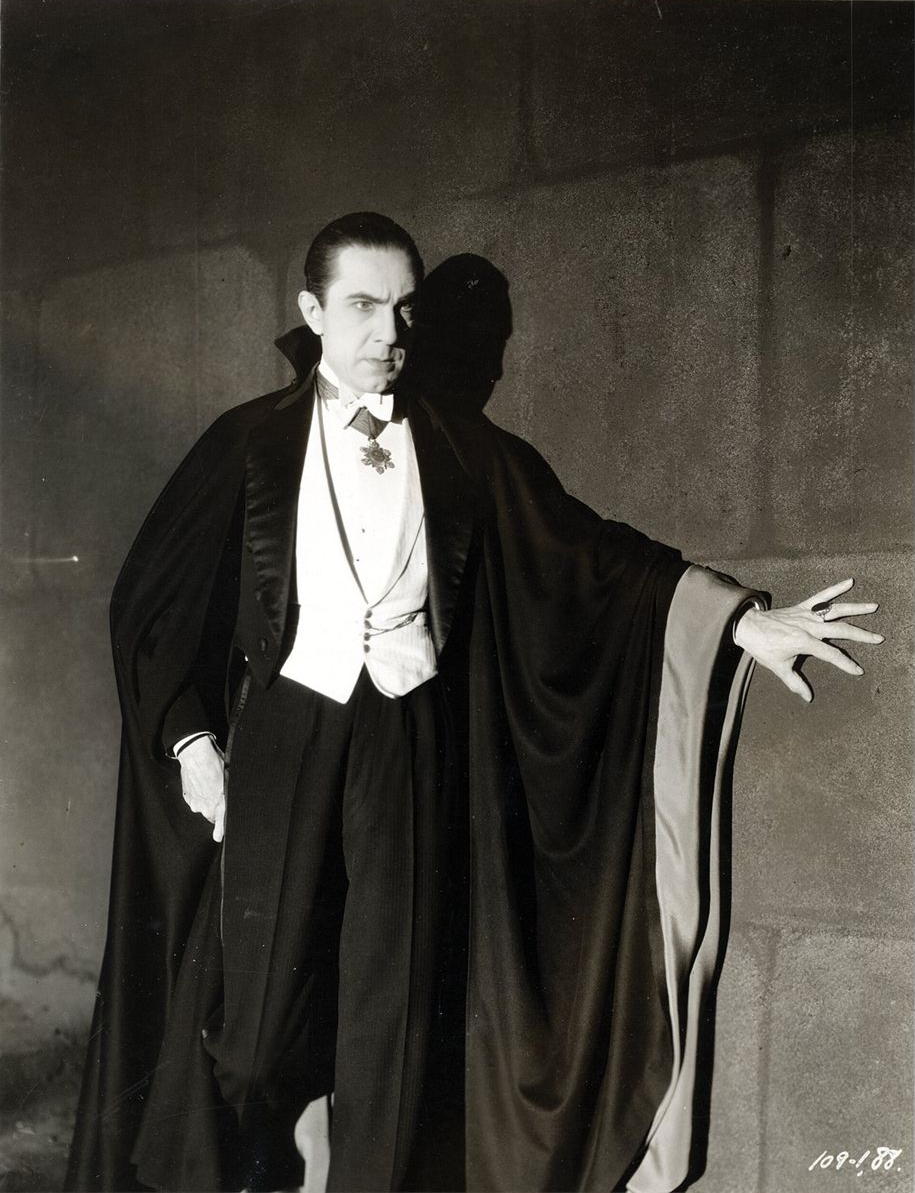
Bela Lugosi en su papel como «Drácula», la interpretación por la que más se le conoce.

En 1931 la compañía Universal Studios, fundada por Carl Laemmle, produjo la película Drácula, basada en la versión teatral de la novela de Bram Stoker. Fue la primera película de vampiros de la compañía, que convertiría el terror en un género de culto. La película fue dirigida por Tod Browning.
Para el papel del conde transilvano fue elegido el actor de teatro Bela Blasco, que adoptaría el nombre de Béla Lugosi en homenaje a su lugar de nacimiento, la ciudad húngara de Lugos (actualmente Lugoj, Rumania). Bela Lugosi proporcionó una imagen que se haría famosa en todo el mundo, como un seductor aristócrata eslavo vestido de blanco y negro y con una amplia capa, una imagen que sería adoptada por muchos de sus continuadores y sucesores y que se extendería a otros ámbitos de expresión artística.
Aunque Lugosi interpretó a otros vampiros similares como el Conde Mora en otras películas, no volvería a interpretar al Conde Drácula hasta Abbott and Costello Meet Frankenstein (1948). El paso de los años y una vida desenfrenada afectaron a la salud y fama del actor, que terminó sus días en la pobreza y el olvido, actuando en películas de bajo presupuesto como Plan 9 del espacio exterior (Plan 9 from Outer Space), de Ed Wood, su último papel.
Al mismo tiempo que se rodaba el Drácula de Tod Browning se realizó una versión en español en los mismos escenarios con actores hispanoamericanos. Así el Drácula en español de George Melford tiene una duración de 105 minutos, media hora más que la obra de Browning, gracias a la falta de restricción de los estudios en lo que respecta a la duración de las películas paralelas.
La película de Drácula constituyó un éxito y en 1936 la Universal estrenó la secuela Dracula's Daughter, que comienza de forma inmediata a su predecesora. En ella aparece una vampira, la condesa Marya Zaleska (Gloria Holden) que busca una cura para su maldición. En 1943 se estrenó Son of Dracula (El hijo de Drácula), protagonizada por Lon Chaney, Jr., en la que el heredero del conde se instala en los Estados Unidos y cambia su apellido por “Alucard” (el cambio de nombre manteniendo las mismas letras es un rasgo literario extraído de Carmilla). A pesar de su muerte en la película de 1931 el conde Drácula de la Universal regresaría en otras tres películas más House of Frankenstein (1944), House of Dracula (1945), ambas protagonizadas por John Carradine y Abbott and Costello Meet Frankenstein (1948), en donde los famosos comediantes de la época se encuentran con el monstruo citado y el conde Drácula. Esta absurda mezcla de comedia y terror fue dirigida por Charles Barton. Y también resulta la última ocasión en la que Lugosi interpreta al personaje que lo llevó a la fama.
El éxito de los vampiros cinematográficos hace que otras compañías realicen sus propias películas del género. En el año 1944 Columbia Pictures estrena The Return of the Vampire, donde Bela Lugosi adopta el papel de Armand Tesla bajo la dirección de Lew Landers.
En 1957 se estrena la película mexicana El Vampiro, en la que por primera vez se introducen los colmillos como marca distintiva del vampiro cinematográfico (Los vampiros de la Universal no llegaron a mostrarlos, por imposición de la censura).	
El tratamiento del personaje Drácula dado por la productora Universal marcó una época y un estereotipo sobre el vampiro, y sus películas se han convertido en clásicos obligados para los aficionados al género de terror, creando un verdadero universo en el que coexisten todos los grandes monstruos de la ficción literaria y folclórica.

### Christopher Lee: la época de la Hammer Films

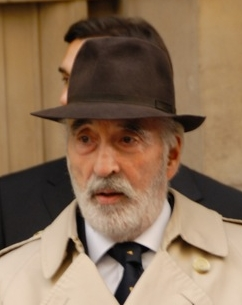
Christopher Lee.

En 1932 el español Enrique Carreras (1880-1950) y el británico William Hinds crearon una compañía cinematográfica en Inglaterra, la Hammer Films, que se convirtió en una empresa familiar a la que se unieron sus hijos, James Carreras y Anthony Hinds, y que realizarían películas de diversos géneros, introduciéndose en el género de terror durante los años cincuenta.
Tras una exitosa versión de Frankenstein, en 1958 realizaron su primera película de vampiros Horror of Dracula, protagonizada por sus actores estrella, Christopher Lee (Conde Drácula) y Peter Cushing (el cazador Abraham Van Helsing) y dirigida por Terence Fisher. Christopher Lee presentó una nueva imagen del conde vampiro, mucho más dinámica y colorida, con colmillos y ojos inyectados en sangre. La interpretación de Lee tuvo tanto éxito que se convirtió en el actor que más veces ha interpretado al conde Drácula en la historia del cine.
Al éxito de la película le siguieron siete secuelas y otras películas de vampiros y monstruos. Christopher Lee apareció como Drácula en otras dos. La secuela de esta película fue estrenada en 1960, bajo el nombre de The Brides of Dracula, en la que solamente aparece el conde en el título de la película, puesto que el vampiro en esta ocasión es el Barón Meinster, interpretado por David Peel.
En 1962, la Hammer produce una nueva película de vampiros, titulada Kiss of the Vampire, en la que propone una nueva vuelta de tuerca. Una joven pareja de recién casados recibe la invitación del profesor Zimmer para pasar la noche en su castillo. Muy pronto los protagonistas descubrirán que Zimmer dirige un culto vampírico y que la invitación tiene segundas intenciones.
En el año 1966 llega el momento de una nueva entrega de la saga de Drácula, con Christopher Lee usando nuevamente la capa y los colmillos. El título de la nueva producción es Dracula: Prince of Darkness, dirigida una vez más por Terence Fisher. En esta ocasión y hasta 1972, Peter Cushing no volverá a utilizar las cruces y las estacas de Van Helsing.
Dracula has risen from the grave, dirigida por Freddie Francis y producida por Aida Young, es la siguiente película dedicada al terrible conde en 1967. En esta ocasión el perseguidor de Drácula es un sacerdote interpretado por Rupert Davies, otro actor con un gran historial dentro de la compañía.
La saga de Drácula creció en popularidad, tanto en su país de origen como en el resto del mundo, por lo que los productores no dudaron en seguir ofreciendo nuevas entregas. La siguiente producción recibe el nombre de Taste the blood of Dracula, en 1970. La película fue dirigida por Peter Sasdy.
En el año 1970 Roy Ward Baker realiza la más impactante entrega de la saga, la llamada Scars of Dracula. Este director había trabajado con Alfred Hitchcok, además de haber dirigido algunos capítulos de series televisivas.
Después de varios años de ausencia del conde en cinemascope, se decide retomar el personaje, aunque adaptado a los tiempos modernos y con sus actores originales. Peter Cushing regresa en su papel de cazador de vampiros, encarnando a Lorrimer Van Helsing, un descendiente de Abraham Van Helsing, y Christopher Lee vuelve a encarnar al terrible Conde Drácula. El título de la producción es Dracula AD 1972. En esta ocasión el conde es devuelto a la vida mediante una ceremonia satánica, pero en King's Road, Chelsea.
A esta producción le siguió The satanic rites of Dracula, en el año 1973, con el retorno de los dos protagonistas principales. A pesar del éxito de que gozaba el personaje entre el público, este fue el final para el conde en la productora inglesa. En esta película, Lorrimer Van Helsing continúa con su papel de investigador y cazavampiros, pues éstos se atreven a secuestrar a su nieta Jennifer, para sus fines malvados y diabólicos. Estas dos películas, que muestran a Drácula adaptado al siglo XX, no son ni la sombra de lo que fueron las producciones de la Hammer en la década de 1960, aunque sus intérpretes originales estén reunidos por última vez.

### Carmilla: el erotismo en el cine de vampiros

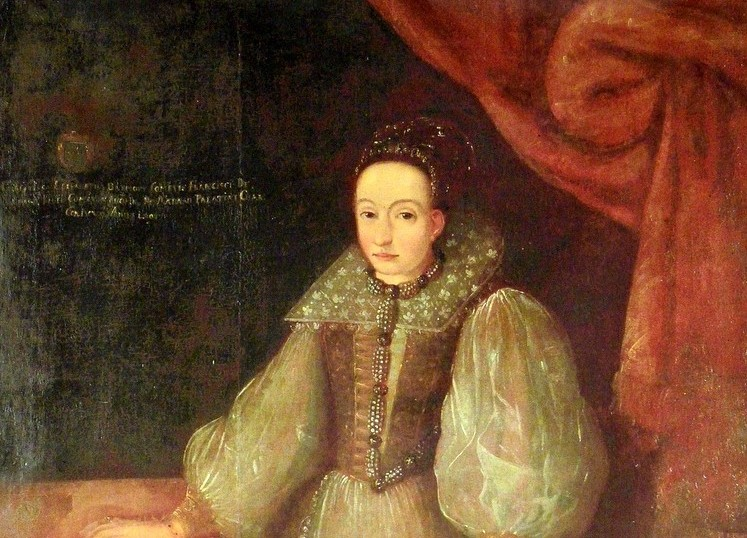
La condesa Báthory, inspiración de Carmilla.

En materia de vampiros, la Hammer no solo realizó películas de Drácula. Hay algunas versiones adaptadas a partir de otras importantes novelas, e incluso tres de ellas se basaron en la obra Carmilla de Sheridan Le Fanu. Las adaptaciones de Carmilla y otras películas similares constituyen un subgénero caracterizado principalmente por su erotismo, centrándose en torno al lesbianismo de la condesa vampira.

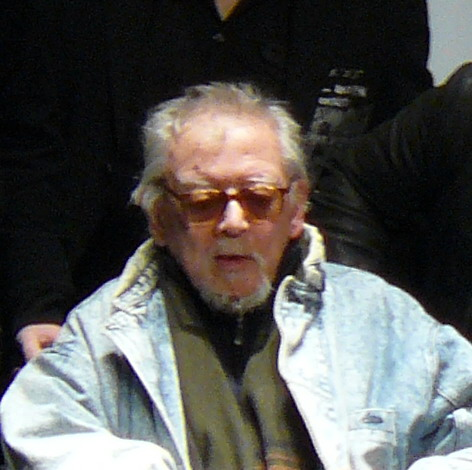
El director Jesús "Jess" Franco.

La primera de este tipo de películas fue Blood and Roses  (1961) de Roger Vadim, pero pronto la Hammer, que atravesaba dificultades económicas, decidió revitalizar el género desde esta perspectiva y en 1970 iniciaron la llamada “Trilogía Karnstein” con The Vampire Lovers, que fue una de las adaptaciones más importantes y de mejor calidad del famoso relato de Sheridan Le Fanu, pero con mayor violencia y sexualidad. Las protagonistas fueron Ingrid Pitt y Madeleine Smith, bajo la dirección de Roy Ward Baker. Las películas posteriores fueron más allá, mostrando mayor sexo y desnudez e incluso introduciendo el género de los vampiros en la pornografía. Completan la trilogía Lust for a Vampire y Twins of Evil, ambas en 1971.
La condesa Isabel Báthory, el personaje histórico en el que se basó Carmilla, también fue interpretado por Ingrid Pitt en Countess Dracula (1971).
Otros directores cinematográficos de la época también abordaron el vampirismo desde una perspectiva erótica, como el francés Jean Rollin y el español Jesús Franco, y hoy en día también se abordó el tema Carmilla en otra película, aunque ésta en tono de humor: Lesbian Vampire Killers.

### Otras producciones de la Hammer
Entre otras historias de vampiros de la Hammer está Vampire Circus (1972). Esta película transcurre en el siglo XIX en Serbia, en medio de una gran plaga que asola la región. Vampire Circus fue dirigida por Robert Young.
Capitán Kronos, cazador de vampiros (1973) escrita y dirigida por Brian Clemens, más conocido por su participación en la génesis y desarrollo de la serie televisiva Los Vengadores. No es una gran historia, aunque tiene bastante acción y suspense. Básicamente cuenta las andanzas de un cazador de vampiros decimonónico que lucha contra ellos a capa y espada, en forma similar a otro conocido cazador de seres sobrenaturales de la literatura, Solomon Kane, de Robert E. Howard.
Finalizando la etapa de la Hammer en 1974 aparece The Legend of the 7 Golden Vampires. Esta producción cuenta la historia de un monje chino que viaja a la tumba de Drácula y al llegar a la misma es poseído por el espíritu del conde. La película fue dirigida por Roy Ward Baker, y protagonizada por Peter Cushing en el papel de otro de los descendientes del Van Helsing original, en este caso, Laurence Van Helsing.
Los vampiros de la Hammer Films se caracterizan especialmente por la abundancia de sangre y efectos derivados, decorados góticos y coloridos, ambiente macabro y erotismo explícito, elementos que la convirtieron en la mayor productora de películas de terror de su época. También contaba con grandilocuentes y espeluznantes bandas sonoras, destacando el trabajo musical de David Whitaker y Christopher Gunning.

### Las últimas producciones
Salem´s Lot (1979), de Tobe Hooper, es una adaptación para la televisión, realizada en dos capítulos, de la novela homónima de Stephen King, protagonizada por David Soul en el papel de Benjamin Mears. Tiene varias escenas de gran impacto, como la que muestra al vampiro cebándose en un sacerdote y una indefensa familia. Su éxito llevó a que fuera reeditada como largometraje en una versión abreviada, primero en VHS y posteriormente en DVD. En España esta versión se comercializó con el título de Phantasma II para aprovechar el tirón de la película Phantasma (Don Coscarelli, 1979), con la cual no guarda relación. El final abierto, a pesar de la derrota de la criatura, permitió también la realización de una secuela de mucha menor calidad.
The Hunger (1983), de Tony Scott. Dirigida por el hermano de Ridley Scott, y basada en la novela de Whitley Strieber, esta película cuenta la historia de una antigua reina egipcia que alimentándose de la sangre de sus víctimas consigue sobrevivir hasta las noches actuales.
En 1985 se estrenó Fright Night, una película dirigida por Tom Holland, que en tono de comedia, revitaliza el mito. Charley Brewster es un adolescente que emprende sus primeros escarceos amorosos con su novia, al tiempo que observa extrañas actividades nocturnas en la casa de al lado. Al poco tiempo, descubre que su vecino es un verdadero vampiro, pese a lo cual, nadie le cree. En 1989 se estrenó la secuela Fright Night II.
En 1987 aparece The Lost Boys, dirigida por Joel Schumacher, en donde los vampiros son jóvenes moteros con aspecto de cantantes de rock y de fiesta todas las noches. Los protagonistas, Michael y Sam Emerson, que tras el divorcio de sus padres se instalan, junto a su madre, en la ciudad costera de Santa Carla. La personalidad de Michael cambia cuando empieza a ir con una banda de moteros cuyo líder es el carismático David. A su madre Lucy no le gustará nada saber en qué se está convirtiendo. Existen dos secuelas: Lost Boys: The Tribe (2008) y Lost Boys: The Thirst (2010); y un cómic: Lost Boys: Reign of Frogs.
La década de 1990 fue un período de renacimiento para el cine de vampiros, y de varias películas destacables del género.
Francis Ford Coppola tuvo una etapa en la que estuvo interesado por los clásicos del terror de todos los tiempos y, en 1992 él mismo abordó la creación de una nueva película sobre Drácula (posteriormente, en 1994, produjo la versión de Frankenstein que dirigió Kenneth Branagh). Drácula, de Bram Stoker fue el estreno más esperado de ese año, ya que contaba con la participación del excelente director de la trilogía del Padrino. La película es un clásico imprescindible en el cine de vampiros, tanto por su fidelidad a la novela como sus buenas imágenes y un excelente despliegue de colores y tonos rojizos. Además la película incluye una serie de pequeños homenajes a la imaginería del género. El actor Gary Oldman representó el papel del conde y Anthony Hopkins el de Abraham Van Helsing, el cazador de vampiros.
En 1994 se estrena Interview with a Vampire, la adaptación cinematográfica del famoso libro de Anne Rice –que además fue la guionista de la película–. El productor David Geffen fue quien le sugirió a la autora que lo adaptara, y en un principio se iba a filmar con producción de la Paramount. Finalmente, en 1994 la Warner Brothers produjo la película, y el director elegido fue Neil Jordan, director irlandés con estética propia, que ya había realizado películas de éxito como The Crying Game.
Si bien sugiere una intensa atracción sexual entre los vampiros masculinos, es una lograda película de horror gótico, con mucha pasión y excelentes efectos especiales. El papel de Lestat fue adjudicado finalmente a Tom Cruise. Sería continuada con otros actores por The Queen Of the Damned, que mezcla elementos de las dos novelas siguientes.
Un estreno de 1996 es From Dusk Till Dawn, de Robert Rodriguez, una curiosa y sorprendente película, que en principio aparenta ser una historia policial, con los ingredientes típicos de las road movies, en la que los hermanos Gecko –Seth (George Clooney) y Richie (Quentin Tarantino)-, escapan de la ley, roban un banco y raptan a una rehén hasta llegar a una licorería en medio de la nada, en la que desatan una verdadera masacre contra los vampiros que quieren beber su sangre. En esta parte de la película la acción no decae ni por un instante, y echa mano y retuerce todos los paradigmas habituales del mito vampírico, desde las estacas de madera al agua bendita. La película daría lugar a varias secuelas
En 1998 llega una película de vampiros basada en los cómics, en esta ocasión un personaje de la Marvel Comics llamado Blade. Dirigida por Stephen Norrington y escrita por David Goyer, contó como Wesley Snipes en el papel del cazador Blade, y con Stephen Dorff como su enemigo vampiro. El éxito permitió la aparición de dos secuelas posteriores. Es necesario decir que si bien el cómic en el que se basa la película no es demasiado brillante, la visión de Norrington da lugar a una buena película de acción. También daría lugar a dos secuelas.
Finalmente, en el año 2000 se estrenó la interesante Shadow of the vampire, dirigida por Elias Merhige y escrita por Steven Katz. Esta historia gira en torno a la filmación de la película muda Nosferatu, mezclando realidad y ficción de forma muy original. En la película se juega con la idea de que la persona que encarnó al vampiro Nosferatu era un vampiro real, en lugar de un simple actor. El director Murnau le dice a su equipo que Max Schreck es un actor del método de Stanislavski que, para compenetrarse con su personaje, tiene que vivir, comer y dormir como un vampiro. El reparto contó con la presencia de John Malkovich como Murnau, Willem Dafoe como Max Schreck/Conde Orlok, y Udo Kier como Albin Grau. La Sombra del Vampiro obtuvo 2 nominaciones al Oscar: mejor actor secundario (Willem Dafoe) y mejor maquillaje.
Nochnoi Dozor o Night watch (2004) de Timur Bekmambetov es una interesante película rusa, ambientada en Moscú. Narra el conflicto entre las fuerzas de la luz y la oscuridad, aunque el vampirismo es un tema secundario.
En 2007 se estrenó 30 Days of Night, una película basada en una miniserie de cómic. La película fue dirigida por David Slade y fue protagonizada por Josh Hartnett, Melissa George y Danny Huston. La historia gira en torno a los habitantes del pueblo de Barrow (Alaska, Estados Unidos), que durante la larga noche invernal del Ártico quedan incomunicados y a merced de un grupo de feroces vampiros.
En el año 2008 se estrena Déjame entrar, dirigida por Tomas Alfredson y basada en la novela homónima de John Ajvide Lindqvist. La historia está ambientada en Blackeberg, un suburbio de Estocolmo (Suecia) a principios de la década de 1980, y cuenta la historia de Oskar (Kåre Hedebrant), un niño de doce años que es acosado por sus compañeros de colegio, y que encuentra consuelo en su amistad con Eli (Lina Leandersson), una extraña niña que se ha mudado recientemente al vecindario y que en realidad es un vampiro, que comienza a dejar un rastro de muertes para alimentarse.
Este mismo año también comenzó la adaptación cinematográfica de la saga de Crepúsculo, con el estreno de la película Crepúsculo y de Luna Nueva (2009), y que continuará en el año siguiente con el resto de los títulos de la saga.

## Los vampiros en otros géneros cinematográficos
Comenzando con la absurda Abbott and Costello Meet Frankenstein (1948) el cine de vampiros a menudo ha recurrido a la comedia y la parodia. The Fearless Vampire Killers (1967) de Roman Polanski es sin duda una de las mejores parodias del género, utilizando todos los tópicos de la Hammer de forma magistral. Otras comedias como Old Dracula (1974), protagonizada por David Niven, Love at First Bite (1979), protagonizada por George Hamilton y Dracula: Dead and Loving It  (1995), protagonizada por Leslie Nielsen, con mejor o peor fortuna han continuado con la parodia del género.
Billy the Kid vs. Dracula (1966), de William Beaudine. Como su nombre indica, es una extraña producción, que mezcla el western con el terror.
Blacula (1972), dirigida por William Crain, el vampiro protagonista no es un galante hombre blanco, sino un noble negro que se viste la capa y siembra una serie de muertes entre los suyos. Se trata de un clásico del género, y en el reparto se encontraba William Marshall, como el trágico Mamuwalde, un abolicionista que mientras viaja por el mundo buscando apoyos contra la esclavitud, es mordido por Drácula y convertido en vampiro. La película generó una secuela: Scream Blacula Scream.
Ercole al Centro della Terra, fue dirigida y escrita por Mario Bava en el año 1961. En esta película se mezclan los vampiros con las aventuras del héroe clásico Hércules, que tras un largo viaje encuentra un pueblo de vampiros subterráneos con los que debe luchar. En la producción actúan Christopher Lee y Reg Park.
Desde la introducción del vampiro como símbolo erótico, inevitablemente también sería utilizado por la industria pornográfica, culminando en películas como Dracula and the Boys  (1969), Gayracula (1983), The Vampire of Budapest (1995), la versión pornográfica de la novela de Drácula y Lust For Dracula (2005) (esta última una versión lésbica de la misma novela).

### Vampirismo y ciencia ficción
De la misma forma que en la literatura, algunas películas de vampiros han preferido cambiar el vampirismo como un horror sobrenatural a un horror de ciencia ficción.
La más famosa, es sin duda alguna, The Thing from Another World (1951), una adaptación del relato homónimo de John W. Campbell Jr., el auténtico “padrino” de la época dorada de la ciencia ficción de los Estados Unidos en la década de 1950. Esta película, dirigida por un ignoto Christian Nyby y producida por Howard Hawks, nos presenta a un grupo de científicos y militares que descubre una nave espacial –y a su congelado piloto– en el Ártico. Cuando lo trasladan a la base, el alienígena vuelve a la vida y comienza a alimentarse con la sangre de los miembros del contingente. Así se van sucediendo diversas situaciones, incluyendo el descubrimiento de la naturaleza cuasivegetal del visitante y los extraños huevos que esconde en el invernadero de la base, hasta que deviene el lógico desenlace en el que los hombres logran derrotarlo.
En 1982 John Carpenter realizó un interesante remake de esta historia, con el que ubica la acción en la Antártida. La película, titulada sencillamente The Thing.
La novela Soy leyenda de Richard Matheson ha sido adaptada en cuatro versiones diferentes: The Last Man on Earth (1964), dirigida por el italiano Ubaldo Ragona, The Omega Man (1971), dirigida por Boris Sagal y I am Legend (2007), dirigida por Francis Lawrence, siendo esta última versión, a pesar de algunos cambios, la más fiel a la novela. Este mismo año también se estrenó I Am Omega, una versión de bajo presupuesto, dirigida por Griff Furst, que salió directamente en DVD un mes antes que la película de Francis Lawrence, y que ha generado cierta confusión entre ambas películas.
Como en Soy leyenda, las películas canadienses Rabid  (1976) de David Cronenberg y Red Blooded American Girl (1990) de David Blyth, el vampirismo es asociado a una especie de virus.
Un clásico en las películas de ciencia ficción fue Planet of the Vampires, dirigida por Mario Bava en 1965. Esta película fue realizada con un modesto presupuesto, y contaba la historia de una nave espacial que descendía sobre un planeta deshabitado, en el que encontraba una nave extraterrestre abandonada, poblada solo por los restos de un gigantesco ser alienígena momificado. En esta película se anticipan muchos elementos que reaparecerán posteriormente en Alien de Ridley Scott.
Otra película de ciencia ficción que retoma el tema vampírico clásico es Queen of Blood (1966) –también conocida como Planet of Blood–, una producción norteamericana que mezcla partes de una película rusa del espacio con nuevas tomas protagonizadas por actores locales. La historia presenta a una alienígena que es rescatada por una nave terrestre, y que va seduciendo a cada tripulante con el objeto de beber su sangre.
Para 1985 aparece una nueva historia que mezcla alienígenas y vampirismo, sin ninguna conexión con la mencionada Queen of Blood, y con una calidad enormemente superior. Se trata de la película Lifeforce, dirigida por Tobe Hooper, basada en la novela titulada The Space Vampires, de Colin Wilson.